# Ringsted (općina)
Ringsted je općina u danskoj regiji Zeland.

## Zemljopis
Općina se nalazi u središnjem dijelu otoka Zelanda, prositire se na 295,48 km2.

## Stanovništvo
Prema podacima o broju stanovnika iz 2010. godine općina je imala 32.584 stanovnika, dok je prosječna gustoća naseljenosti 	110,27 stan/km2. Središte općine je grad Ringsted.

### Veća naselja
| Veća naselja u općini |            |                    |
| Br.                   | Naselje    | Stanovnika (2010.) |
| 1                     | Ringsted   | 20.767             |
| 2                     | Jystrup    | 749                |
| 3                     | Ørslev     | 677                |
| 4                     | Kværkeby   | 607                |
| 5                     | Vetterslev | 568                |
| 6                     | Høm        | 475                |
| 7                     | Vigersted  | 471                |
| 8                     | Gyrstinge  | 353                |
| 9                     | Ortved     | 239                |
| 10                    | Nordrup    | 234                |

## Vanjske poveznice
- Službena stranica općine  Arhivirana inačica izvorne stranice od 7. svibnja 2021. (Wayback Machine)